# Neudeutsche Schule (Schach)
Neudeutsche Schule ist die Bezeichnung für eine Richtung der Schachkomposition. Heutzutage wird der Begriff noch vorwiegend im deutschsprachigen Raum verwendet, international wird diese Stilrichtung oft als Logische Schule bezeichnet. Im Gegensatz zur solcherart begrifflich abgegrenzten Altdeutschen Schule wird hier eine scharf ausgeprägte logische Idee in den Vordergrund gestellt und auf eine Abspielvielfalt von Nebenvarianten verzichtet.
|   | a | b | c | d | e | f | g | h |   |
| 8 |   |   |   |   |   |   |   |   | 8 |
| 7 |   |   |   |   |   |   |   |   | 7 |
| 6 |   |   |   |   |   |   |   |   | 6 |
| 5 |   |   |   |   |   |   |   |   | 5 |
| 4 |   |   |   |   |   |   |   |   | 4 |
| 3 |   |   |   |   |   |   |   |   | 3 |
| 2 |   |   |   |   |   |   |   |   | 2 |
| 1 |   |   |   |   |   |   |   |   | 1 |
|   | a | b | c | d | e | f | g | h |   |

Arthur Gehlerts 1903 erschienener Artikel, zu deren Niederschrift er von Paul Schellenberg und Johannes Kohtz im „Dresdner Schachverein“ ermutigt worden war, brach mit den jahrzehntelang postulierten Berger'schen Kunstgesetzen und leitete eine Revolution in der Schachkomposition ein, die schließlich in einer neuen Kompositionsrichtung, der Neudeutschen (oder auch Logischen) Schule, ihren Widerhall fand.
Als Beginn und Gründungsdokument der Neudeutschen Schule wird das Buch Das Indische Problem von Johannes Kohtz und Carl Kockelkorn verstanden. Es ist benannt nach einem seinerzeit bereits über fünfzig Jahre alten Schachproblem des indischen Geistlichen (Reverend) Henry Augustus Loveday, dem vielleicht berühmtesten Schachproblem der Geschichte. Kohtz und Kockelkorn arbeiteten die logische Struktur dieser Aufgabe heraus. Entscheidend war der „Kritische Zug“ 1. Lh6–c1, der den einzigen Zweck hat, den Schnittpunkt d2 für eine folgende Verstellung (Turm nach d2) nutzbar zu machen. Es kam zu Diskussionen mit Johann Berger, dem Begründer der Altdeutschen Schule. Diese Korrespondenz von Kohtz wurde im Deutschen Wochenschach gedruckt. Berger hielt in der Deutschen Schachzeitung dagegen. Kohtz brachte bessere Argumente vor, wonach die Neudeutsche Schule die Altdeutsche Schule verdrängte.
Zu den Theoretikern der Neudeutschen Schule zählten neben Kohtz und Kockelkorn auch Friedrich Palitzsch und Walther Freiherr von Holzhausen, der sich um die Kultivierung der logischen Schule verdient gemacht hat. Er forderte die zweckreine Darstellung einer strategischen Idee in logischer Form. Manfred Zucker und vor allem Alois Johandl setzten in den letzten Jahrzehnten sehr erfolgreich diese Tradition fort, heutzutage gehört Hans Peter Rehm zu den nennenswerten Vertretern dieser Schule. Werner Speckmann und Hans Peter Rehm veröffentlichten zur „Neudeutschen Schule“ auch in Russland, um ihren Ideengehalt anderen Schachkomponisten bekanntzumachen.